# سامورایی آمریکایی
سامورایی آمریکایی (به انگلیسی: American Samurai) یک فیلم اکشن رزمی با بازی دیوید بردلی و مارک داکاسیوس که توسط کمپانی (شرکت گروه کانن) تهیه شده‌است. این فیلم در ترکیه فیلمبرداری شده و در سال ۱۹۹۲ در ایالات متحده منتشر شد. این فیلم نخستین نقش‌آفرینی مهم برای مارک آلن داکاسیوس می‌باشد.

## بازیگران
- دیوید بردلی در نقش اندرو کولینز
- مارک داکاسیوس در نقش کنجیرو سانگا
- والاری تراپ
- رکس رین
- ملیسا هلم
- جان فودیوکا
- دووی کوهن
- مارک وارن